# The Titan
The titan (llamada en castellano El titán o Titán) es una película de suspenso de ciencia ficción dirigido por Lennart Ruff. Protagonizada por Sam Worthington, Taylor Schilling y Tom Wilkinson. La película se estrenó en algunos países por Netflix el 30 de marzo de 2018.

## Sinopsis
En un futuro cercano, una familia de militares decide tomar parte en un revolucionario experimento de evolución genética y exploración espacial que trata de acelerar el desarrollo genético del ser humano con un objetivo: poder relocalizar a la humanidad en otro planeta y así evitar su extinción.
Historia muy parecida al libro Homo Plus de Frederik Pohl, ganador del premio Nébula en 1976.

## Reparto
- Sam Worthington como Lt. Rick Janssen
- Taylor Schilling como Dr. Abigail Janssen
- Tom Wilkinson como Profesor Martin Collingwood
- Agyness Deyn como Dr. Freya Upton
- Nathalie Emmanuel como W.D. Tally Rutherford
- Diego Boneta como Dr. Iker Hernández
- Corey Johnson como Coronel Jim Petersen.
- Aleksandar Jovanovic como Sargento Johan Werner.
- Noah Jupe como Lucas Janssen.
- Nathalie Poza como Capitana Vita Ramos.
- Naomi Battrick como Rayenne Gorski[2]